# حميد ناصر الجيلاوي
حميد ناصر الجيلاوي روائي وكاتب قصصي وفنان تشكيلي من العراق ومراسل صحفي.

## حياته
ولد حميد ناصر عام 1947 لعائلة فقيرة في مدينة الكوت. تخرج من دار المعلمين وعمل معلماً في مدينة الكوت وأريافها. درس علوم الفقه في كلية الآداب / جامعة بغداد
بدأ نشاطه الثقافي والسياسي في بداية السبعينات فكتب القصة والرواية. وله نشاط في الفن التشكيلي، حيث أقيمت له معارض كثيرة فردية وجماعية وعرضت لوحاته في برلين خلال مهرجان الشبيبة والطلبة العالمي العاشر .
عمل مراسلاً صحفياً لجريدة طريق الشعب .
نشرت أعماله في العديد من المجلات العراقية والعربية كالآداب، الثقافة الجديدة، الأقلام، التراث الشعبي، طريق الشعب، الفكر الجديد، التآخي وغيرها .
أصدر عام 1973 مجموعته القصصية (بيت للشمس والشجر )

## أعماله
كان واحدا من كتاب القصة القصيرة، نشرت بعض قصصه القصيرة والطويلة في مجلة ((الأدب)) البيروتية خلال سبعينات القرن الماضي. حمل في كتاباته هموم الطبقات المسحوقة. كانت لغة حميد الجيلاوي القصصية متوترة، مشحونة، مليئة بالاستعارات والتشبيهات، القريبة من نفوس بسطاء العراقيين وأهل الريف تشير شهادة الوفاة المرقمة 5185 والمؤرخة في 8/9/1983والصادرة عن مستشفى الرشيد العسكري ببغداد إلى ان سبب الوفاة هو الإعدام شنقا حتى الموت.
من مؤلفاته:
- الهولندي الطائر-مجموعة قصصية- دمشق 2000
- خميلة الاجنة- رواية (مخطوطة)
- موسيقى وحشية-مجموعة قصصية (مخطوطة)
- ارابيسك- رواية قصيرة (مخطوطة)